# 釋妙禪
釋妙禪（1886年—1965年），字閒雲，號臥虛，俗名張奐年，出生於新竹縣北埔鄉，客家人，台灣日治時期佛教僧侶。長於中醫與水墨畫。